# Castet (zespół muzyczny)
Castet – polski zespół muzyczny grający muzykę w nurcie hardcore punk. Grupa pochodzi ze Śląska, z Rudy Śląskiej / Katowic. Została założona w 2003 r. Pierwszy debiutancki album muzyczny kapela wydała w 2006 r. przy współpracy z wydawnictwem Pasażer. W kolejnych latach ukazywały się publikowane przez to wydawnictwo, ale również i inne, następne albumy tej formacji lub ich reedycje. Utwory zespołu były również zamieszczane na składankach muzycznych wydawanych w Polsce i za granicą.

## Historia
Zespół muzyczny Castet został założony w 2003 r. na Śląsku, a konkretniej w Rudzie Śląskiej, choć inne źródło podaje, że w Katowicach, przynajmniej w tym sensie, że to tam odbyło się spotkanie, na którym zapadła decyzja o założeniu zespołu. Pierwsze spotkanie bowiem, podczas którego zapadła wspominana decyzja o powołaniu grupy, miało miejsce wiosną 2003 r., w punkowym sklepie „Enigmatic”, mieszczącym się w tym drugim z wymienionych miast. W tym założycielskim spotkaniu brały udział trzy osoby – Bolo, Fakir i Warens. W jej skład weszli muzycy, który w różnych momentach czasu związani byli także z innymi kapelami, przede wszystkim związanymi z nurtami punk rock i hardcore punk, także wcześniej przed założeniem Castetu. W publikacjach postrzegani więc byli nie jako debiutanci na scenie lecz jako starzy wyjadacze, wręcz weterani, ze śląskiego, punkowego undergroundu. Jak wynika z różnych komentarzy i wypowiedzi samych muzyków, grupa powstała częściowo z nudy, bezczynności, ale również z powodu niedużej ówcześnie liczby kapel na Śląsku z wyżej wymienionych nurtów, przynajmniej w ocenie założycieli kapeli. A swój pozytywny wpływ na decyzję o założeniu formacji miało mieć także spożywanie podczas spotkania założycielskiego wódki, czyli w terminologii muzyków Castetu – dzięki kwadraciokowi (wódka „Luksusowa”).
Swój pierwszy, debiutancki album studyjny kapela wydała w 2006 r. pod tytułem „Kings of punk”, przy współpracy z wydawnictwem muzycznym Pasażer. Drugi, kolejny album „Punk Side Of The Moon” wydany został w 2008 r., a w następnych latach ukazywały się dalsze wydawnictwa tego zespołu i reedycje wcześniejszych publikacji. Jego utwory były także zamieszczane na składankach muzycznych wydawanych w Polsce i poza granicami kraju, między innymi w Holandii, Stanach Zjednoczonych, czy Indonezji.
W pewnym okresie, w bliżej nieokreślonym czasie, ale pomiędzy rokiem 2010 a rokiem 2020, zespół miał przerwę w swojej działalności przez około półtora roku. Był to czas, w którym muzycy uregulowali swoje sprawy. Potem powrócili do działalności lecz z góry założyli, że nie będzie ona już tak intensywna i obciążająca jak wcześniej.

## Koncerty
Pierwszy koncert kapeli miał miejsce już po odejściu z pięcioosobowego składu jednego z gitarzystów – Parasola. Kapela wystąpiła wówczas już jako kwartet. Miał on miejsce wiosną 2004 r. Oprócz Castetu występowały wówczas także inne śląskie zespoły, a mianowicie WPZ, Hard Work, Minority i Repress. Później w tym samym roku Castet, Schizma i In Spite Of występują jako support przed występem Poison Idea, w „Mega Klubie”, w Katowicach. Na kolejnych koncertach w 2004 r. zespół miał okazję występować obok Włochatego i Thema Eleven. Zaś w 2005 r. Castet koncertował między innymi z takimi kapelami jak Righteous Jams, Justice, Mental, Nyshynga, Minority, Face The Fact, On Point, Last Item, Another Breath, Verse, Lights Out, Zbeer.
Przykładowa trasa koncertowa z wiosny 2012 r. wyglądała następująco:
- 2012-04-25: Warszawa, Radio Luxembourg, pozostali wykonawcy – Slapshot (Stany Zjednoczone), Collina, Koyaanisqatsi[20][21]
- 2012-04-26: Białystok, Garage Land, pozostali wykonawcy – Koyaanisqatsi
- 2012-04-27: Olsztyn, Pub Admirał, pozostali wykonawcy – Koyaanisqatsi
- 2012-04-28: Bydgoszcz, Estrada, pozostali wykonawcy – Koyaanisqatsi
- 2012-04-29: Poznań, Rozbrat, pozostali wykonawcy – Koyaanisqatsi
- 2012-04-30: Gorzów Wielkopolski, Mana Mana, pozostali wykonawcy – Koyaanisqatsi
- 2012-06-09: Nowy Targ, „Ferment Fest IV”[20].

A jeszcze w tym samym roku odbyła się wspólna trasa koncertowa, pod szyldem „United Blood Tour”, razem z zespołami: Cymeon X, ThugXlife, Good Lookin' Out, według następującego kalendarza imprez:
- 2012-11-22: Kraków
- 2012-11-23: Rzeszów
- 2012-11-24: Lublin
- 2012-11-25: Łódź[22].

W swojej karierze kapela także koncertowała, zarówno w Polsce, jak i za granicą. Między innymi około 2006 r. wspólnie z zespołem Minority, formacja uczestniczyła w pierwszej trasie koncertowej poza granicami kraju, która odbywała się pod hasłem „Silesia on Tour”. W jej ramach obie grupy zagrały 7 wspólnych koncertów w Holandii i w Niemczech, które zostały dobrze przyjęte przez tamtejszą publiczność.
Inne przykładowe koncerty i festiwale muzyczne, na których Castet występował oraz pozostali wykonawcy muzyczni, z którymi formacja miała okazję grać na jednej scenie:
- 2008: Świdnica, Piwnica Świdnicka, pozostali wykonawcy – Minority[25]
- 2009-02-27: Bydgoszcz, klub Ucho, pożegnalny koncert zespołu Bilety do Kontroli, pozostali wykonawcy – Idol Falls, Vendetta, Tower Blocks (Niemcy), Bilety do Kontroli[26]
- 2009-06-27: Nowy Targ, „Ferment Fest”, pozostali wykonawcy – Seasick (Stany Zjednoczone), Apatia, Faust Again, Ache, Rise, Huge, End of Silence, Offside, Eden Farewell, Nowos, Celibat[27]
- 2010-07-17: Piaseczno, „Open Hardcore Fest”, pozostali wykonawcy – Vitamin X (Holandia), Paura (Brazylia), Alpinist (Niemcy), Hang The Bastard i Hello Bastards (Wielka Brytania), oraz z Polski – Panacea, Stone Heart, Burst In, Death Row[28]
- 2011-01-09: Wrocław, klub „Madness”, pozostali wykonawcy – The Real McKenzies (Kanada / Szkocja), Pils[29][30]
- 2011-01-16: Katowice, klub „Arkada”, pozostali wykonawcy – Supertouch (Stany Zjednoczone), Last Dayz, Nice Shoes[31]
- 2011-05-22: Wrocław, klub „Wagon”, impreza w ramach cyklu „100% Hardcore”, pozostali wykonawcy – Schizma, Świniopas, Desperate Times[32]
- 2014-04-26, 27: Wrocław, Browar Mieszczański, „Cropp Tattoo Konwent”, pozostali wykonawcy – Booze & Glory (Wielka Brytania), Deafness by Noise (Chorwacja), Warsaw Dolls, Heroes Ger Remembered, Laura Palmer, Sztigar Bonko, RUST, Obsessions, Zwłoki[33]
- 2016-12-09: Świdnica, klub Bolko, pozostali wykonawcy – Minority, Heavy Runner[10][25]
- 2017-02-14: Kraków, „Euro Frostbite Tour”, pozostali wykonawcy – After Laughter, SNFU (Kanada)[34]
- 2018-02-24: Myślenice, Pod Parasolkami, pozostali wykonawcy – The Analogs, The Bastard[35]
- 2018-10-13: Kraków, Warsztat, pozostali wykonawcy – Hard Work, Good Attitude[36]
- 2018-11-09: Zakopane, Dworzec Tatrzański, pozostali wykonawcy – ADHD Syndrom, After Laughter, Dizel[37]
- 2019-05-11: Sieniawka, Zielone Wiosła, pozostali wykonawcy – Afront[2]
- 2019-06-14: Olsztyn, Las, pozostali wykonawcy – After Laughter, Backhand Slap[3]
- 2021-10-22: Warszawa, Offside, pozostali wykonawcy – You Better Run, Szara Masa[38]
- 2022-04-02: Kraków, Warsztat, pozostali wykonawcy – Sanity Control, Payback, Walk Don`t Run[39][40]
- 2022-06-10 / 11: Wrocław, Wagenburg Breslau, „Punx Piknik vol. 19” (impreza dwudniowa), wielu wykonawców[41]
- 2022-06-18: Trzebinia, „Rebeliant Fest III Kornik Memoriał” (impreza trzydniowa trwająca od 16 do 18 czerwca), wielu wykonawców[41]
- 2024-06-23: Katowice, Spodek, pozostali wykonawcy – Dropkick Murphys (Stany Zjednoczone), Bad Religion (Stany Zjednoczone), Agnostic Front (Stany Zjednoczone), Booze & Glory (Wielka Brytania)[42][43][44]
- 2025-02-07: Bielsko-Biała, Rudeboy Club, pozostali wykonawcy – Raw Power, Bezdech[45].

## Skład i goście
Członkowie zespołu, ich funkcja i instrument muzyczny:
- Bolo: basista (gitara basowa), wokal w tle, chórki[5][46][47][48][49][50][51], Bolek[52]
- Czaka: gitarzysta (gitara)[5][46][47][48][49][52][50][51][53]
- Fakir: wokalista[5][46][47][48][49][52][50][51] – Dariusz Tkaczyk[54]
- Warens: perkusista (perkusja), chórki[5][46][47][48][49][52][50][51] – Warens aka Wujek Marek[55], Przemek[1]
- Zmierzły gitarzysta (gitara)[5][46][47][48][49][52][50][51] – Sebastian Noglik[56].

Początkowo jednym z dwóch gitarzystów w zespole miał być niejaki Parasol, który uczestniczył w pracach zespołu i powstaniu pierwszych kilku utworów muzycznych, do wakacji 2003 r., ale wówczas ze względów osobistych musiał zrezygnować z grania. Przez pewien czas zespół więc był kwartetem. Od stycznia 2005 r. do zespołu dołączył Czaka jako drugi gitarzysta.
W niektórych nagraniach występowali także gościnnie muzycy z innych kapel. Przykładowo przy nagrywani materiału do albumu „Kings of punk” na wokalu z tle i chórkach w jednym utworze występował Sid ze Zbeera (Tomasz "Sidney" Wójcik), Jaca z H.N.D.M. (wokal we fragmencie utworu) i Strzała z Whiteman, w pracach do albumu „Punk side of The Moon” uczestniczył Nosek z Minority przy wokalach w tle, Dohtor Miód, Iglak z Bulbulators, Pablo z Regres, którzy występowali na wokalu, każdy z nich w pojedynczym utworze zamieszczonym w albumie, natomiast w nagraniach do albumu „Twardsi niż najtwardsza garda” udział brali także Bart (Pavlache), Kuba AVARIA (Burning Sky, Good Lookin' Out, Minority), Miglanc (You Better Run), Joint / Miszczu / Maciej Wnuk (Heavy Runner), Majkel, Mokry / Lilith (Icon Of Evil, Infekcja, Evil), Młody Fakir / Rafał Tkaczyk (Diwizjon 303, Counterweigh), Rusky / Mark / Marek / Mark Booze (Blame, Zbeer, Booze & Glory), Sztigar Bonko / Michał Baj / DJ Eprom. Kolejny przykład bogatego zestawu gości zespół Castet występujących przy nagraniach do albumu dostarcza płyta zatytułowana „Baśnie tysiąca i jednej trasy”, gdzie występują tacy muzycy jak Pacior (JAD, Calm The Fire), Matoł (Apatia, HCP), Igor (Slug Abuse, Scythe, Negative Vibes, SuicideByCop, False Act), Szkiela (Fertile Hump, The Stubs).

## Powiązania
Muzycy współtworzący Castet, w różnych okresach czasu uczestniczyli także w innych projektach muzycznych. Można tu wymienić przykładowo:
- 7 godzin snu (7GS): Czaka[1][5][65], Fakir[1][5][11][54][66][65], Zmierzły[1][5][56][65], Parasol[1][65]
- After Laughter: Bolo[19][51]
- Ali Agca: Fakir[1][5][65], Czaka[65]
- Braindead: Czaka[1][5]
- Good Lookin' Out: Warens[19][55]
- Cepy: Bolo[5]
- Homofobia: Bolo[1][5]
- Koyaanisqatsi: Czaka[1][5], Fakir[1][12][54]
- Minority: Bolo[1][5][11][51], Warens[1][5][55]
- Repress: Warens[1][5]
- WPZ: Czaka[1][5].

W tym kontekście niektóre opracowania wymieniają także inne formacje muzyczne, ale już bez szczegółów. Są to między innymi Wzajemna Pewność Zniszczenia, Proud, Anti Tora.
A jako zaprzyjaźnione kapele artyści wymieniają przykładowo H.N.D.M., Koyaanisqatsi, Whitman i Hard Work, a oprócz nich w jednym z wywiadów przesłali pozdrowienia dla niewątpliwie również zaprzyjaźnionych wykonawców muzycznych pośród których znalazły się Avaria, HGW, Intruz, Endless, Last Breath, Trash, Keep The Faith.

## Twórczość i opinie
Muzyka tworzona i prezentowana przez zespół Castet zaliczana jest do nurtu hardcore punk. Według opinii niektórych publicystów jest to wręcz klasyka tego stylu, wysokiej jakości, oparta na najlepszych, prostych i wręcz genialnych wzorcach. A w jego ramach kompozycje muzyczne formacji określane są jako ostre, szybkie i bezkompromisowe, pełne energii, agresywne, do tego stopnia, że spotyka się określenie „hardcore thrash punk” (choć bez dokładniejszego wyjaśnienia znaczenia użytego tu „thrash”, szczególnie czy ma ono związek z takimi nurtami jak thrash metal, thrashcore, crossover thrash itp.), które to określenie używane jest także przez samych artystów. Choć nieco światła na ten temat rzuca jeden z recenzentów pisząc, że w twórczości tej odnajdujemy hardcorowy pazur, punkowy brud i thrashowe tempo. W tym wszystkim utrzymany jest klimat z lat 80. XX wieku, w którym jednak nie brakuje świeżego spojrzenia. Inna zaś opinia mówi o serwowaniu przez kapelę siarczystego czadu, a sami muzycy zakładali, że stworzą taki właście okrutny hardcorowy czad. Muzycznie i tekstowo zespół „nie bierze jeńców” i „wali z grubej rury”. Pozytywne oceny zbierają także muzyczne umiejętności członków grupy dzięki sprawnej grze, choć zdarzały się w tym zakresie drobne potknięcia. 
Pod względem tekstów utworów i przekazu z nich płynącego, to dominują takie, które mówią o życiu, pracy, scenie, a wszystko to bardzo często wprost, bezpośrednio, bez zbędnych przenośni czy porównań. Są one w tym aspekcie świetnie wpisane i zakorzenione w realiach życia, są też pełne celnych spostrzeżeń, ale i nie brakuje rozbrajającego poczucia humoru, ostrej zabawy, ironii, pewnej dozy przewrotności, szyderstwa, wyśmiewania trendów, a nawet zbliżających się do gorzkiego śmiechu przez łzy i czarnego humoru. Niektórzy komentatorzy tej twórczości teksty te nazywają wręcz socjologicznymi. Dzięki temu wiele utworów stało się wręcz swoistymi hymnami, nierzadko z chóralnymi refrenami. Warto dodać, że w niektórych utworach podmiot liryczny używa regionalizmów związanych z gwarą śląską oraz mowy potocznej, co skutecznie ułatwia zbliżenie między artystami a słuchaczami. A Fakir w jednym z wywiadów śląską gwarę określa jako piękną i niepowtarzalną.
Poszczególni członkowie zespołu działają w ramach sceny również w innych zakresach, między innymi przy organizowaniu koncertów, prowadzenia sklepu, bloga, czy prowadzeniu wydawnictwa muzycznego (np. Enigmatic Records). Sami również uczestniczą w wielu imprezach nie jako wykonawcy muzyczni ale jako publiczność i są słuchaczami muzyki. Dostrzegana jest także ich postawa – sami są autentycznymi, zwykłymi załogantami. Na scenie i poza nią potrafią lekceważyć obowiązujące konwenanse. Działają pod szyldem – hasłem – „Silesia Attack”. Całokształt dokonań twórczych, działalność i postawy w ramach sceny sprawiły, że formacja stała się pewnym objawieniem sceny muzycznej Polski i Czech i wywołała niespodziewanie prawdziwą furorę w polskim hardcore punku. Prezentowanym przez kapelę styl muzyczny otrzymał w niektórych środowiskach swoistą łatkę – „punk postmodernistyczny”. W późniejszych latach pojawiły się już wyraźne stwierdzenia, że zespół ten stał się legendą na polskiej scenie hardcore punk. A w dodatku potrafi skupić w zgodzie wokół swojej twórczości zarówno społeczność zaangażowaną jak i ulicznych chuliganów.
Zarówno twórczość muzyczna, jak i pewne elementy stylu, a także designu albumu „Kings of punk”, sprawiły, że publicyści dość zgodnie przywołują tu porównanie Castetu do amerykańskiego zespołu Poison Idea, szczególnie w kontekście wymienionego tytułu, bowiem zespół ten wydał wcześniej, w 1986 r., album pod takim właśnie mianem i z podobną okładką, co przyznają wprost sami muzycy.
Pośród stanowiących w pewnym stopniu inspirację muzycy wymieniają zespoły i muzyków, których ducha można także odnaleźć w ich twórczości, a mianowicie przykładowo GG Allin, Minor Threat, The Accused, Cela nr 3, Suspensorium, no i oczywiście wspomniany Poison Idea. Jednak podkreślają przy tym, że nie ograniczają swoich zainteresowań muzycznych do konkretnego, wąskiego nurtu muzycznego, lecz słuchają muzyki praktycznie z całej sceny punk, hardcore i pokrewnych. Chcąc między innymi uniknąć zamknięcia zespołu w ciasnym getcie jednego stylu muzycznego kapela nie unika występów, oczywiście z uwzględnieniem pewnych ograniczeń, z zespołami prezentującymi odmienne nurty i style muzyczne. A wspominane ograniczenia wynikają z faktu, że muzycy pozostają przez cały czas wierni ideałom sceny niezależnej oraz punk rockowi z lat 80. XX wieku.
Kapela nie jest związana z ruchem-kulturą straight edge. Jej korzenie i samych muzyków sięgają bowiem punk rocka. Co nie wyklucza, że np. Fakir jest generalnie wegetarianinem, choć od czasu do czasu zdarza mu się złamać w tym aspekcie zasady. Nie wyklucza to również wzajemnego szacunku, współpracy i zgodnego przenikania obu scen. Przykładowo w albumie „Nie graj z nami w chuja” Castet wykonuje jeden z hymnów straight edge'owej sceny oryginalnie zespołu Cymeon X.

## Autorstwo i covery
Zespół tworzył wspólnie kompozycje muzyczne do swoich utworów. Natomiast teksty do nich pisali między innymi Fakir, Grosik.
W repertuarze zespołu znajduje się także sporo utworów będących własnymi aranżacjami piosenek pochodzących z repertuaru innych formacji muzycznych. Część z nich pojawiła się w albumach studyjnych pośród kompozycji własnych, część została nagrana i zamieszczona na składakach poświęconych innym grupom muzycznym – tribute albumy – a spora grupa pochodzi z albumów zespołu takich jak przykładowo „Perły z lamusa”, na którym zamieszczono wyłącznie takie covery wykonywane przez Castet.
W tej pierwszej grupie znajdują się przykładowo dwa utwory z albumu „Live In Lewacka Nora”: „Auto Masz” zespołu Terveet Kädet, „Z kamerą wśród zwierząt” formacji Nadzór i trzy utwory z albumu „Twardsi niż najtwardsza garda”: „Kanalizacja” – Jezus Chytrus Oi, „Dla ciebie staczam się” – Klincz, „Piekło na ziemi” – Moskwa.
Druga grupa piosenek obejmuje utwory z trzech tribute alumów z coverami zespołów: Dezerter („Nie Ma Zagrożenia Jest Dezerter” z 2018 r.), Republika („RE[punk}BLIKA. Nieustanne pogo” z 2018 r.), Moskwa („Tribute to Moskwa” z 2014 r.) i Apatia („Tribute to Apatia - Między nami jest jeszcze wiele do zrobienia” z 2022 r.).
Trzecia grupa coverów, to przykładowo wszystkie utwory zamieszczone w jednym, wyżej wymienionym albumie. Są to coverty następujących wykonawców: Klaus Mitffoch, Cymeon X, Circle Jerks (Stany Zjednoczone), Ustawa o Młodzieży, Nadzór, ID, H.C.P., Terveet Kädet (Finlandia), Brudy, Przejebane. Inny z kolei przypadek dotyczący coverów wykonywanych przez zespół ukazuje album „Nie graj z nami w chuja”. Tu, obok 9 własnych, nowych kompozycji, zamieszczono 10 utworów, które są coverami piosenek takich kapel jak Przejebane, ID, Brudy, HCP, Ustawa o Młodzieży, Nadzór i Cymeon X.

## Dyskografia

### Dyskografia zespołu
Albumy muzyczne zespołu Castet:
- „Kings of punk”: 2006 r., wydawca – Pasażer, nośnik danych – jedna płyta kompaktowa[9][13][14][89]
- „Punk side of The Moon”: 2008 r., wydawca – Pasażer, nośnik danych – jedna płyta kompaktowa[11][15][16]
- „Punk Side Of The Moon / Kings Of Punk”: wydawca – Pasażer, nośnik danych – jedna płyta gramofonowa, długogrająca
  - 2008 r., dwie wersje wydania
  - 2014 r., reedycja, trzy wersje wydania[90][91]
- „Perły z lamusa”: 2011 r., wydawca – Pasażer, EP, nośnik danych – jedna płyta gramofonowa 7", 33 ⅓ RPM, kilka wersji wydania[85][86]
- „Collina vs. Castet”: 2011 r., wydawca – Pasażer, EP, split – Collina, nośnik danych – jedna płyta gramofonowa 7", 33 ⅓ RPM, kilka wersji wydania[92]
- „Castet/Whitman Split”: 2011 r., wydawca – Pasażer, EP, split – Whitman, nośnik danych – jedna płyta gramofonowa 7", 33 ⅓ RPM, kilka wersji wydania[93][94]
- „Castet 2011 - OgrCore”: 2011 r., wydawca – Pasażer, Box set, nośnik danych – trzy płyty gramofonowe 7", 33 ⅓ RPM[87]
- „Nie graj z nami w chuja”: 2011 r. (premiera – 1.10.2011 r.), wydawca – Pasażer, nośnik danych – jedna płyta kompaktowa[78][95]
- „Live in lewacka nora”: 2013 r., wydawca – Pasażer (identyfikator albumu – LP32), nośnik danych – jedna płyta gramofonowa, długogrająca[50][80][96], album koncertowy (koncert – Rozbrat, Poznań)[96]
- „Promo 2016”: 2016 r., singiel, promo, album cyfrowy[69]
- „Twardsi niż najtwardsza garda”: 2016 r., wydawca – Pasażer
  - nośnik danych – jedna płyta kompaktowa (premiera – 14.09.2016 r.)
  - nośnik danych – jedna kaseta magnetofonowa (premiera – 14.09.2016 r.)
  - nośnik danych – jedna płyta gramofonowa, długogrająca, kilka wersji wydania (premiera – październik 2016 r.)[61][62][63][69]
- „Baśnie tysiąca i jednej trasy”: 2019 r.
  - wydawca – Pasażer, nośnik danych – jedna płyta kompaktowa (premiera – 20.10.2019 r.)
  - wydawca – Pasażer, nośnik danych – jedna płyta gramofonowa, długogrająca, dwie wersje wydania
  - wydawca – Kwadraciok Records, nośnik danych – jedna kaseta magnetofonowa[19][64][72][97]
- „Epilog”: 2019 r. (premiera – 1.04.2019 r.), wydawca – Pasażer, EP, nośnik danych – jedna płyta gramofonowa 12", 33 ⅓ RPM, jednostronna, kilka wersji wydania[98][99]
- „Live in bielska nora”: 2020 r., wydawca – Czarny Kot Records, EP, nośnik danych – Lathe Cut (pocztówka dźwiękowa), 8", 33 ⅓ RPM[100][101], album koncertowy[100].

### Składanki
Składanki, kompilacje, w ramach których zamieszczono minimum jeden utwór muzyczny zespołu Castet:
- „Hardcore Punk Assault Out Of Poland”: brak informacji o dacie wydania, kraj wydania – Holandia, wydawnictwo nieoficjalne, nośnik danych – jedna płyta kompaktowa, DIY dla zina Los Alamos #4[102]
- „Global Uprising”: 2007 r., kraj wydania – Stany Zjednoczone, wydawca – War Dog Records (identyfikator albumu – WDR001), nośnik danych – jedna płyta kompaktowa[103]
- „Ostry Dyżur Vol. 3”: 2008 r., wydawca – Pasażer, nośnik danych – jedna płyta kompaktowa[104]
- „Ostry Dyżur Vol. 04”: 2008 r., wydawca – Pasażer, nośnik danych – jedna płyta kompaktowa[105]
- „Grind Down White Pride” – „Los Alamos Compilation - CD For Issue 5”: 2008 r., kraj wydania – Holandia, wydawnictwo nieoficjalne, nośnik danych – jedna płyta kompaktowa, załączona do zina Los Alamos #5[11][106][107]
- „Pasażer #23/24 Sampler”: 2008 r., wydawca – Pasażer, nośnik danych – jedna płyta kompaktowa[11][108]
- „No Place To Call Home”: brak informacji o dacie wydania, wydawca – Bad Dream Records, nośnik danych – jedna płyta kompaktowa[11]
- „Mind Your Own Fuckin' Business - Volume 2”: 2008 r., kraj wydania – Holandia, wydawca – Teenangel Radical Recordings (identyfikator albumu – TRR030), Bad Dream Records (identyfikator albumu – BDR002), nośnik danych – jedna płyta gramofonowa, długogrająca, trzy wersje wydania[109]
- „Hear Us Now! This Is The Voice Of The People!”: 2008 r., kraj wydania – Stany Zjednoczone, wydawca – Brown Bag Propaganda, nośnik danych – jedna płyta kompaktowa[110]
- „Compilation Contribution Part 4 & 5”: 2009 r., kraj wydania – Indonezja, wydawca – Teriak, Teriak (identyfikator albumu – TERIAK #034, TERIAK #035), nośnik danych – dwie płyty kompaktowe[111]
- „Pasażer #27 Sampler”: 2010 r., wydawca – Pasażer, nośnik danych – jedna płyta kompaktowa[112]
- „Silesia Hardcore Omnibus Vol. 1”: 2011 r., wydawca – Nikt Nic Nie Wie (identyfikator albumu – NNNW 160), Pasażer, Hasiok Records (identyfikator albumu – HR 008), EP, nośnik danych – jedna płyta gramofonowa 7", 33 ⅓ RPM, kilka wersji wydania[113][114]
- „Pasażer #28/29 Sampler”: 2012 r., wydawca – Pasażer, nośnik danych – jedna płyta kompaktowa[115]
- „More Than Music”: 2012 r., wydawca – Blindman Melodies (identyfikator albumu – BM 006), nośnik danych – dwie płyty kompaktowe[116]
- „Pasażer #30”: 2013 r., wydawca – Pasażer, nośnik danych – jedna płyta kompaktowa[117][118]
- „Za krótko! Za szybko!”: 2014 r., wydawca – Pasażer, Kwadraciok Records:
  - nośnik danych – jedna płyta kompaktowa
  - nośnik danych – jedna płyta gramofonowa, długogrająca, dwie wersje wydania (Pasażer: identyfikator albumu – LP43)[119][120][121]
- „Tribute to Moskwa”: 2014 r., wydawca – HRPP Records (identyfikator albumu – HRPP026), nośnik danych – jedna płyta kompaktowa, tribute album – Moskwa[83]
- „Pasażer #33”: 2017 r., wydawca – Pasażer, nośnik danych – jedna płyta kompaktowa[122]
- „Hardcore Tattoo - For Friends For Fun”: 2017 r., wydawca – Hardcore Tattoo Records (identyfikator albumu – HCTR001)[123][124][125]
- „RE[punk}BLIKA. Nieustanne pogo”: 2018 r. (premiera – 30.112018 r.), wydawca – ZIMA (identyfikator albumu – CD/Z065), nośnik danych – jedna płyta kompaktowa, tribute album – Republika[82][121][126]
- „The Dreadful Symphonies Compilation”: 2018 r. (premiera – 23.03.2018 r.), wydawca – The Crowd Went Crazy Records (identyfikator albumu – TCWC 002), nośnik danych – jedna płyta kompaktowa[127]
- „Nie ma zagrożenia jest Dezerter”, wydawca – Pasażer, tribute album – Dezerter:
  - 2018 r. (premiera – 5.10.2018 r.), nośnik danych – dwie płyty gramofonowe, długogrające, dwie wersje wydania
  - 2020 r., nośnik danych – dwie płyty kompaktowe[81][128][129]
- „Pasażer #34/35”: 2019 r., wydawca – Pasażer, nośnik danych – jedna płyta kompaktowa[130]
- „Benefit Sampler To Help Refugees”: 2022 r. (premiera – 8.04.2022 r.), kraj wydania – nie dotyczy, wydawca – Hardcore Help Foundation, album cyfrowy – FLAC, 108 plików[131]
- „Tribute to Apatia - Między nami jest jeszcze wiele do zrobienia”: wydawca – Hardcore Tattoo Records, tribute album – Apatia:
  - 2022 r. (premiera – 17.01.2022 r.), nośnik danych – nośnik danych – jedna płyta kompaktowa
  - 2023 r., nośnik danych – dwie płyty gramofonowe, długogrające[84][132].

## Bolo idzie po Cole
W 2025 r. ukazał się album muzyczny zatytułowany „Tribute to Castet - Bolo Idzie Po Cole”. Został wydany przez wytwórnię Bulbojugend Records (identyfikator albumu – BULB 016-2/50/25, dwie wersje wydania), z patronatem „Sylwester Poleca”. Nośnikiem danych dla ścieżki dźwiękowej jest jedna płyta kompaktowa. Nie jest to jednak typowy tribute album. Raczej jest to pewien eksperyment pełen humoru oparty na AI. Zawarte w albumie utwory to wygenerowane kompozycje muzyczne w najróżniejszych gatunkach i stylach z użyciem tekstów piosenek zespołu Castet. Nie ma tu więc zespołów muzycznych wykonujących własne aranżacje utworów muzycznych Castetu lecz nieistniejące, wymyślone kapele i wykonawcy muzyczni prezentujący najróżniejsze odmiany muzyczne takie jak przykładowo muzyka elektroniczna, hip-hop, rock, reggae, funk / soul, pop, muzyka klasyczna, operowa, folk i inne regionalne odmiany muzyki ze świata w tym country, postpunk, disco polo, pudelmetal, chór dziecięcy.